# FY Большого Пса
FY Большого Пса (лат. FY Canis Majoris), HD 58978 — одиночная переменная звезда в созвездии Большого Пса на расстоянии приблизительно 1898 световых лет (около 582 парсеков) от Солнца. Видимая звёздная величина звезды — от +5,69m до +5,54m.

## Характеристики
FY Большого Пса — бело-голубая переменная Be-звезда (BE) спектрального класса B0IVpe или B1II. Масса — около 9,4 солнечных, радиус — около 14,9 солнечных, светимость — около 1554 солнечных. Эффективная температура — около 29242 К.